# Гвардейский проспект (Северодонецк)
Гвардейский проспект (укр. Гварді́йський проспект) — одна из центральных и самая длинная магистраль города Северодонецк Луганской области Украины.
Проспект начинается от западной стеллы на въезде в город со стороны Лисичанска (и далее огибает посёлок Павлоград). Севернее стеллы проспект переходит в Промышленную улицу. По мере движения на восток, Гвардейский проспект пересекается с улицами Пивоварова, Богдана Лищины, Автомобильной, проспектом Советским, улицей Донецкой, проспектом Космонавтов, улицами Курчатова и Вилесова. На восточной оконечности упирается в лес, где активно продолжается новая застройка коттеджного городка. В западной части проспекта расположены промышленные предприятия, а жилая застройка начинается на его пересечении с улицей Автомобильной. Через неё проходят троллейбусные и автобусные маршруты. Вдоль проспекта много парков, площадей, здание военно-гражданской администрации Луганской области, НПО Импульс, торговые центры и пр.. 

## История
Только Гвардейский проспект позже других стал проспектом. Это название улице Лисичанской (первоначальное название, так как она была дорогой на Лисичанск) присвоено в 1975 году, к 30-летию победы в Великой Отечественной войне — в честь солдат 41-й гвардейской стрелковой дивизии, освобождавших посёлок Лисхимстрой от немецких оккупантов.
Именно на проспекте Гвардейском появились первые девятиэтажки. Сегодня же высокая концентрация магазинов, банков, офисов позволяет говорить о Гвардейском проспекте как о деловом и торговом центре города.
Настоящим украшением проспектов Гвардейского и Химиков — визитной карточкой города — были аллеи роз. Ими восхищались и северодончане, и гости города. 
Цветы для высадки специально привозились из питомников. К 1986 году в городе было высажено полмиллиона розовых кустов.